# Stirling (kommune)
Stirling council area (skotsk: Stirlin; skotsk gælisk: Sruighlea) er en af de 32 kommuner eller enhedslig myndigheder council areas i Skotland. Det har et indbyggertal på ca. 94.330 (2017).
Administrationscentret ligger i byen Stirling, med hovedkvarter på Old Viewforth.
Stirling grænser op til Clackmannanshire (mod øst), North Lanarkshire (mod syd), Falkirk (mod sydøst), Perth and Kinross (mod nord og nordøst), Argyll and Bute (mod nord og nordvest), samt East og West Dunbartonshire mod sydvest.

## Byer og landsbyer

### Byer
- Bannockburn
- Bridge of Allan
- Callander
- Doune
- Dunblane

### Landsbyer
- Aberfoyle
- Ashfield
- Balfron
- Balmaha
- Balquhidder
- Blairlogie
- Blanefield
- Buchlyvie
- Cambusbarron
- Cambuskenneth
- Cowie
- Crianlarich
- Croftamie
- Deanston
- Drymen
- Fallin
- Fintry
- Gargunnock
- Gartmore
- Killearn
- Killin
- Kinlochard
- Kippen
- Milton of Buchanan
- Lochearnhead
- Plean
- Port of Menteith
- Strathblane
- Strathyre
- Thornhill
- Tyndrum

### Bebyggelser
- Ardchullarie More
- Ardeonaig
- Arnprior
- Auchlyne
- Balfron Station
- Boquhan
- Buchanan Smithy
- Carbeth
- Dumgoyne
- Gartness
- Inverarnan
- Kilmahog
- Kinbuck
- Milton
- Mugdock
- Stronachlachar
- Throsk

### Spredte bebyggelser
- Ardchyle
- Auchtubh
- Blair Drummond
- Brig o' Turk
- Dalmary
- Dalrigh
- Inversnaid
- Rowardennan
- Ruskie

## Seværdigheder
- Carse of Lecropt
- Culcreuch Castle
- Inchmahome Priory (ruinen af et augustinerkloster på en ø i Lake of Menteith, der blev brugt som flugtsted i 1547 af Marie Stuart)
- Breadalbane Folklore Centre
- Cambuskenneth Abbey (tidligere sæde for Skotlands parlament)
- Doune Castle
- Dunblane Cathedral
- Falls of Dochart
- Falls of Lochay
- Glen Dochart
- Glenfinlas
- Lake of Menteith
- Lecropt Kirk
- Loch Achray
- Loch Ard
- Loch Earn
- Loch Lomond and the Trossachs National Park
- Loch Katrine (kilde til størstedelen af drikkevandet i Glasgow)
- Loch Rusky
- Loch Venachar
- Moirlannich Longhouse
- Queen Elizabeth Forest Park (drevet af Forestry and Land Scotland)
- Scottish Institute of Sport (på Stirling Universitys område)
- Stirling Castle
- University of Stirling
- Trossachs
- Wallace Monument
- West Highland Way